# Bayan (instrument)
Pour les articles homonymes, voir Bayan (homonymie).

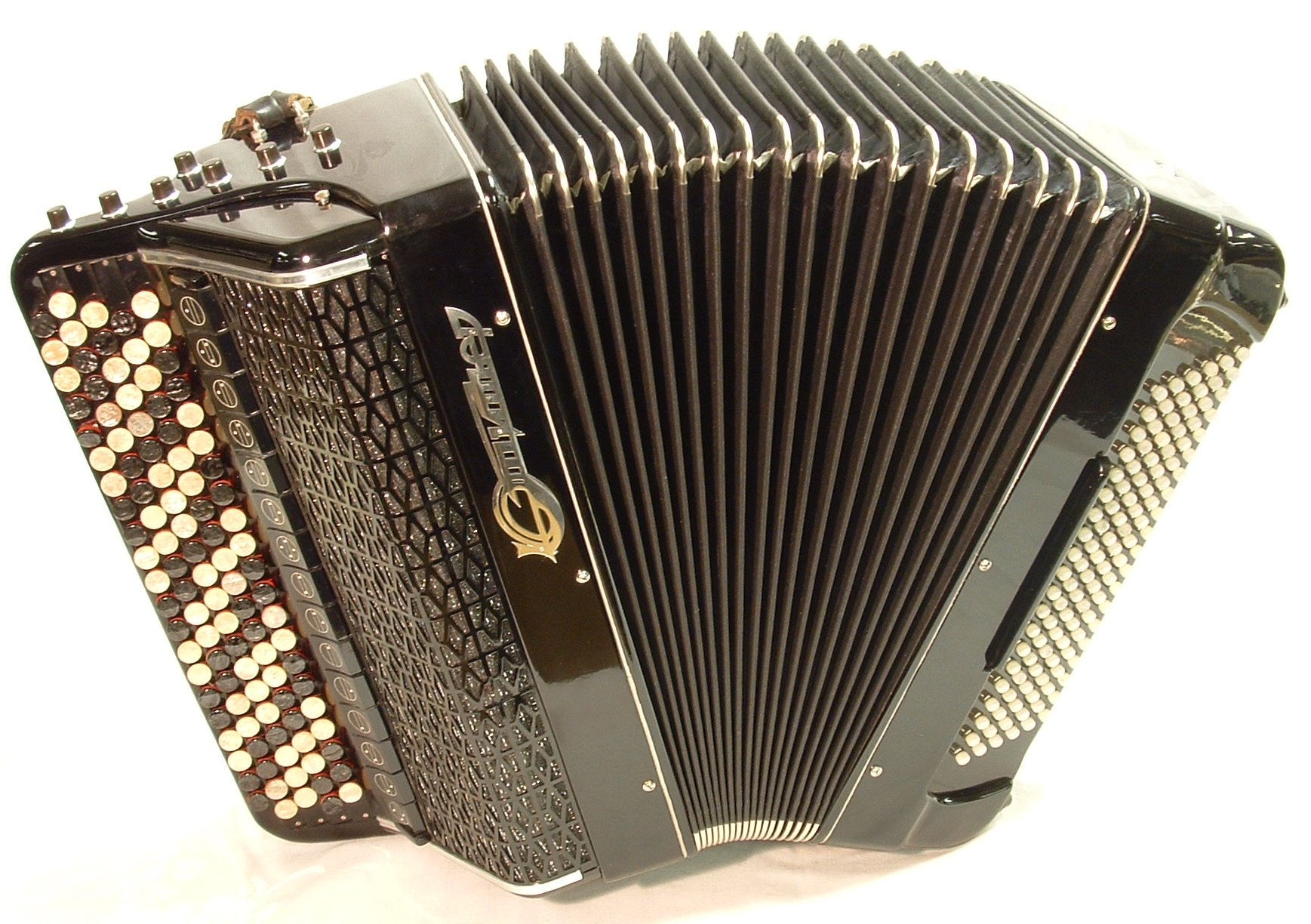
Un bayan

Le bayan est un accordéon chromatique apparu vers 1850. Son usage s’est développé au début du XXe siècle. Il doit son nom au légendaire vieux chanteur et narrateur russe (ou slave) Bayan (ou Boyan) qui se produisit devant plusieurs princes au XIe siècle.

## Facture
Le bayan est doté d’un clavier de 105 boutons disposés sur 5 rangées (pour la main droite), et d’un clavier de 120 boutons disposés sur 6 rangées (pour la main gauche).
Le système main gauche est caractérisé par un « déclencheur » permettant de convertir le clavier traditionnel à basses composées (un bouton correspond à un accord) en un clavier chromatique à basses libres (un bouton correspond à une note).
De par la conception du bayan, le timbre de l’instrument est différent des accordéons occidentaux et les basses sont plus amples ; grâce à l’emploi d'anches de formes et matériaux différents, plusieurs sonorités sont possibles pour une même note, et un système de registres permet de varier le timbre. La commande de ces registres se fait par 16 touches situées au-dessus du clavier droit.

## Jeu
Le bayan dans sa forme la plus évoluée donne toutes les notes de la gamme chromatique tempérée, et la disposition des touches permet de jouer dans n’importe quelle tonalité sans changer de doigté. Grâce à l’étendue qu’offre l’instrument et la qualité de son timbre, ce modèle complet d'instrument permet d'aborder tous types de musiques de l'époque baroque à nos jours ; il est souvent utilisé par des virtuoses qui interprètent aussi bien de la musique classique que de la musique contemporaine.

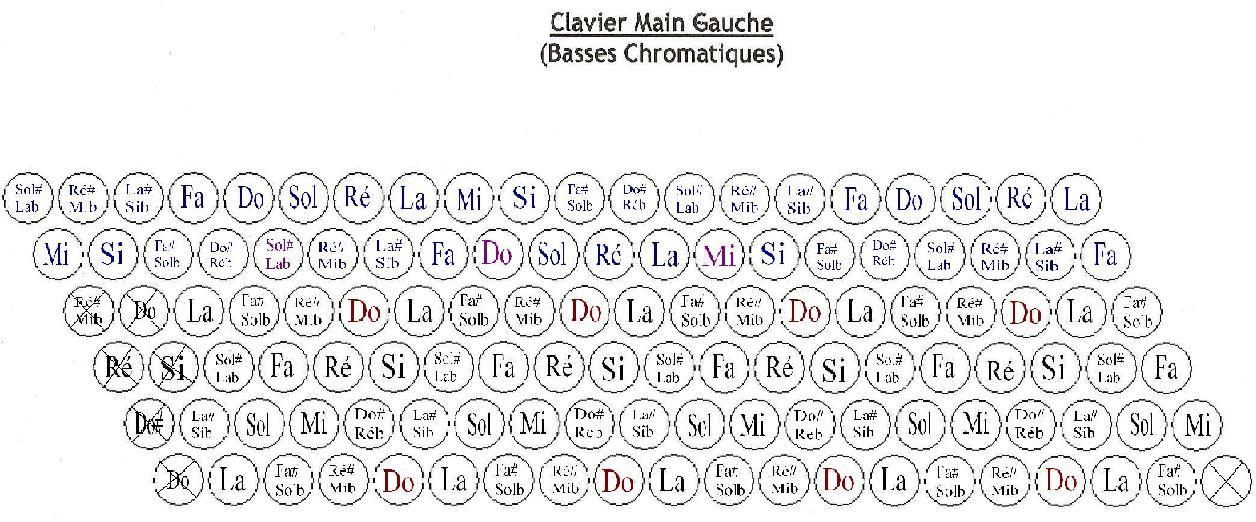
Reproduction du clavier main gauche d'un bayan (120 basses).

Si les œuvres originales pour cet instrument n'existent qu'à partir de la première moitié du XXe siècle, les accordéonistes ont accès aux œuvres antérieures par la réalisation de transcriptions de pièces pour orgue, piano, clavecin, accessibles souvent sans toucher à l'écriture (la disposition de la main gauche de l'accordéon permet souvent de jouer les parties de pédalier et de main gauche de l'orgue sans difficulté), mais aussi œuvres pour orchestres ou autres formations.